# Cacatua
Genre

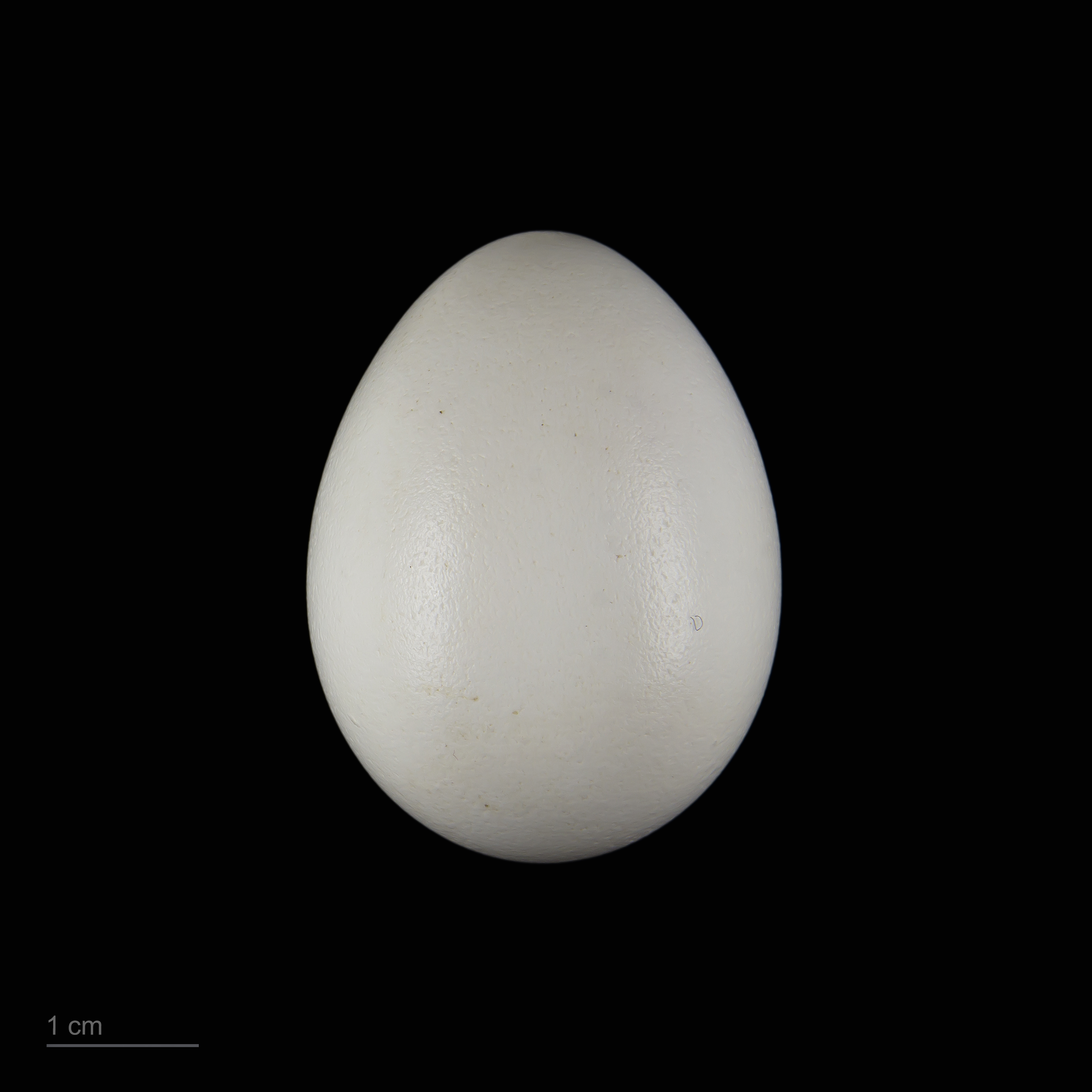
Cacatoa sp - MHNT

Le genre Cacatua regroupe des oiseaux connus sous les noms de cacatoès, appartenant à la famille des Cacatuidae qui se caractérisent par un plumage clair.

## Systématique
Le terme dérive de cacatoès qui provient du malais kakatūwa, soit via le portugais cacatua, soit via le néerlandais kaketoe. Le terme malais pourrait être formé de kaka qui désigne un oiseau et de tūwa qui signifie vieux.

## Liste des espèces
D'après la classification de référence (version 14.2, 2024) du Congrès ornithologique international (ordre phylogénique) :
- Cacatua leadbeateri – Cacatoès de Leadbeater
- Cacatua haematuropygia – Cacatoès des Philippines
- Cacatua goffiniana – Cacatoès de Goffin
- Cacatua ducorpsii – Cacatoès de Ducorps
- Cacatua pastinator – Cacatoès laboureur
- Cacatua sanguinea – Cacatoès corella
- Cacatua tenuirostris – Cacatoès nasique
- Cacatua alba – Cacatoès blanc
- Cacatua ophthalmica – Cacatoès aux yeux bleus
- Cacatua moluccensis – Cacatoès à huppe rouge ou Cacatoès des Moluques
- Cacatua sulphurea – Cacatoès soufré
- Cacatua citrinocristata – Cacatoès à huppe orange
- Cacatua galerita – Cacatoès à huppe jaune

## Répartition géographique

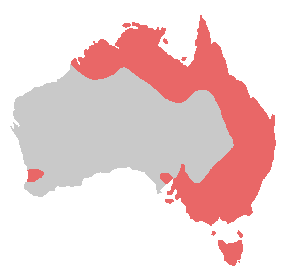
Cacatua galerita
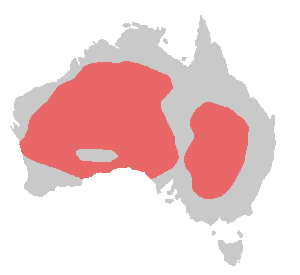
Cacatua leadbeateri
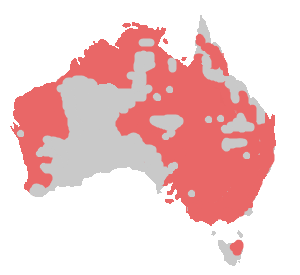
Cacatua sanguinea
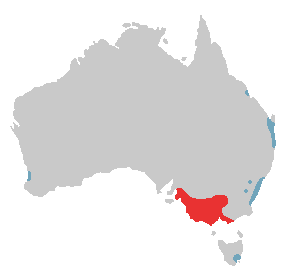
Cacatua tenuirostris